# 石川県道11号小松山中線
石川県道11号小松山中線（いしかわけんどう11ごう こまつやまなかせん）は石川県小松市向本折町と加賀市山中温泉塚谷町を結ぶ主要地方道（石川県道）である。

## 概要

### 路線データ
- 起点：石川県小松市向本折町巳227番3地先（向本折町交差点、石川県道4号小松鶴来線交点）
- 終点：石川県加賀市山中温泉塚谷町ロ37番甲地先（塚谷西交差点、国道364号交点）

小松市中心部から、旧北国街道にあたる経路をIRいしかわ鉄道線、国道305号の西側に並行して概ね南西に進む。符津本町交差点直前でIRいしかわ鉄道線を渡り、同交差点から粟津駅前交差点まで国道305号と重複したあと、粟津駅前交差点で東に左折。国道8号小松バイパスと粟津ICで立体交差し、粟津と山代の両温泉街を通る。山代温泉街から南東方向に進路を変え、山中温泉中心地手前で国道364号に接続する。

## 歴史
- 1954年（昭和29年）1月20日：建設省（現・国土交通省）が主要地方道の大聖寺山中線、丸岡山中線、小松山中線を指定。
- 1961年（昭和36年）8月4日：石川県が主要県道の大聖寺山中線（整理番号9）・丸岡山中線（整理番号10）・小松山中線（整理番号11）を認定。
- 1993年（平成5年）5月11日 ： 建設省から、主要県道小松山中線が小松山中線として主要地方道に再指定される[1]。

## 路線状況

### 重複区間
- 国道305号（小松市符津町・符津本町交差点 - 小松市箕輪町・粟津駅前交差点）
- 石川県道43号丸山加賀線（小松市那谷町 地内）
- 石川県道151号水田丸黒瀬線（加賀市上野町・丸山団地交差点 - 加賀市山代温泉・山代中橋交差点）

## 地理

### 通過する自治体
- 小松市
- 加賀市

### 交差する道路
- 石川県道4号小松鶴来線（小松市向本折町・向本折町交差点、起点）
- 石川県道145号串加賀線（小松市串町・串交差点）
- 国道305号（小松市符津町・符津本町交差点）
- 国道305号（小松市箕輪町・粟津駅前交差点）
- 国道8号（小松バイパス）（小松市津波倉町・津波倉東交差点：粟津インターチェンジ）
- 石川県道163号瀬領粟津線（小松市井口町・粟津温泉北交差点）
- 石川県道156号高塚粟津線（小松市粟津町・粟津温泉東交差点）
- 石川県道43号丸山加賀線（小松市那谷町）
- 石川県道43号丸山加賀線（小松市那谷町）
- 石川県道154号滝ヶ原栄谷線（加賀市栄谷町）
- 石川県道39号山中伊切線（加賀市森町・森町東交差点）
- 石川県道151号水田丸黒瀬線（加賀市山代温泉・丸山団地口交差点）
- 石川県道150号動橋山代線（加賀市山代温泉・山代東口交差点）
- 石川県道147号片山津山代線（加賀市山代温泉・加茂道交差点）
- 石川県道151号水田丸黒瀬線（加賀市山代温泉・山代中橋交差点）
- 国道364号（加賀市山中温泉塚谷町・塚谷西交差点、終点）

### 沿線にある施設など
- 今江潟干拓地
- コマツ粟津工場
- JR粟津駅
- 木場潟
- 小松大谷高等学校（旧称・北陸大谷高等学校）
- こまつドーム
- 粟津温泉郷
- ゆのくにの森
- 那谷寺
- 小松ゴルフ倶楽部（2023年3月1日に「小松パブリック」から名称変更[2]）
- 山代温泉郷
- 山代ゴルフ倶楽部
- 山中温泉郷